# Ветка (Челябинская область)
Ветка — упразднённый посёлок в Кунашакском районе Челябинской области России. На момент упразднения входил в состав Муслюмовского сельсовета. Упразднён в 1995 году.

## География
Располагался на безымянном ручье берушего свое начало из болота с озером Сей и впадающего в реку Теча, на расстоянии примерно 2 километров (по прямой) к северо-востоку от современного села Муслюмово. 

## История
В 1970-е и 1980-е годы в поселке размешалась бригада Муслюмовского отделения совхоза «Курмановский». 
Исключен из учётных данных постановлением областной думы № 307 от 21.12.1995 г. 

## Население
| 1970 | 1977 | 1983 |
| ---- | ---- | ---- |
| 31   | ↘23  | ↘12  |